# Ferdinand Friedrich Haage
Friedrich Ferdinand Adolph Haage (* 8. April 1859 in Erfurt; † 7. Mai 1930 in Bad Nauheim) war ein deutscher Gärtner und Radrennfahrer. Sein offizielles botanisches Autorenkürzel lautet „F.Haage“.

## Leben und Wirken
Ferdinand Friedrich Haage war das erste Kind und der älteste Sohn des Erfurter Gärtners August Christian Gustav Ferdinand Haage (1830–1921). Seine Geschwister waren Marie (1860–1865), Carl Adolph (1861–1935), Fritz Eduard (1862–1862), Elise (1864–1865), Emmi (1865–1865), Max (1867–?), Paul Wilhelm (1868–?), Marie Emilie Therese (1869–1957), Martha (1872–1960) und Emma (1873–1962).
Er absolvierte seine Lehre in der 1872 vor die Tore der Stadt Erfurt gezogenen Gärtnerei seines Vaters. Anschließend arbeitete er einige Zeit am Botanischen Institut in London. Mit umfangreichen gärtnerischen Kenntnissen und kaufmännischen Erfahrungen kehrte er in seine Heimatstadt zurück und übernahm 1888 die wirtschaftlich angeschlagene Gärtnerei seines Vaters. Unter Haages Leitung spezialisierte sich die Gärtnerei immer stärker auf die Kultivierung von Kakteengewächsen, Sukkulenten und die Samenzucht. Etwa 1902/1903 verlagerte Ferdinand Friedrich Haage seinen Betrieb in die Andreasflur 4, heute Blumenstraße, wo sich die Gärtnerei Kakteen-Haage noch immer befindet.
Haages Pflanzen waren auf zahlreichen großen internationalen Gartenschauen zu sehen und wurden dort ausgezeichnet. So nahm er an 1904 an der Internationalen Kunst- und Grossen Gartenbauausstellung Düsseldorf sowie 1912 an der Royal International Horticultural Exhibition in London teil und stellte 1899 und 1914 in Sankt Petersburg aus. 1912 besuchte Joseph Nelson Rose im Rahmen seines Europaaufenthaltes die Gärtnerei Haages.
Haage war auch als Hochradfahrer bekannt. Am 16. Juni 1886 stellte er über zehn Kilometer mit 18:47 Minuten einen Weltrekord auf dem Hochrad auf, der zwei Jahre Bestand hatte. Seine Kinder waren Friedrich Adolph (1891–1915), Elisabeth Margarethe (1894–1972) und Walther Max (1899–1992).
Auf Ferdinand Friedrich Haage gehen die botanischen Namen folgender Kakteengewächse zurück:
- Cereus roezlii[2]

- Echinocactus buchheimianus[3]
- Echinocactus denudatus var. andersohnianus[4]
- Echinocactus denudatus var. bruennowianus[4]
- Echinocactus denudatus var. delaetianum[4]
- Echinocactus denudatus var. heuschkelianus[4]
- Echinocactus denudatus var. meiklejohnianus[4]
- Echinocactus denudatus var. scheidelianus[4]
- Echinocactus denudatus var. wagnerianus[4]
- Echinocactus denudatus var. wieditziana[4]
- Echinocactus fennellii[5]
- Echinocactus grahlianus[6]
- Echinocactus haselbergii[7]
- Echinocactus ottonis var. brasiliensis[8]
- Echinocactus polycephalus var. flavispina[9]
- Echinocactus quehlianus[9]
- Echinocactus rotherianus[3]
- Echinocactus schilinzkyanus[10]
- Echinocactus schumannianus var. longispinus[9]
- Echinocactus weingartianus[3]

- Echinocereus strausiana[11]

- Mammillaria hirschtiana[12]
- Mammillaria sanguinea[13]

- Pilocereus lenninghausii[14]

## Schriften
- Die Varietäten des Echinocactus denudatus Lk. et Otto. In: Monatsschrift für Kakteenkunde. Band 8, Nummer 3, 1898, S. 36–37 (online).
- Haage’s Cacteen-Kultur: Handbuch für Cacteenfreunde und Liebhaber von succulenten Pflanzen. Praktischer Ratgeber für Gärtner und Laien. Selbstverlag des Verfassers und J. Frohberger, Erfurt 1900.

## Nachweise